# Успенский собор (Яранск)
Успенский собор — кафедральный собор Яранской епархии Русской православной церкви, расположенный в Яранске Кировской области.

## История

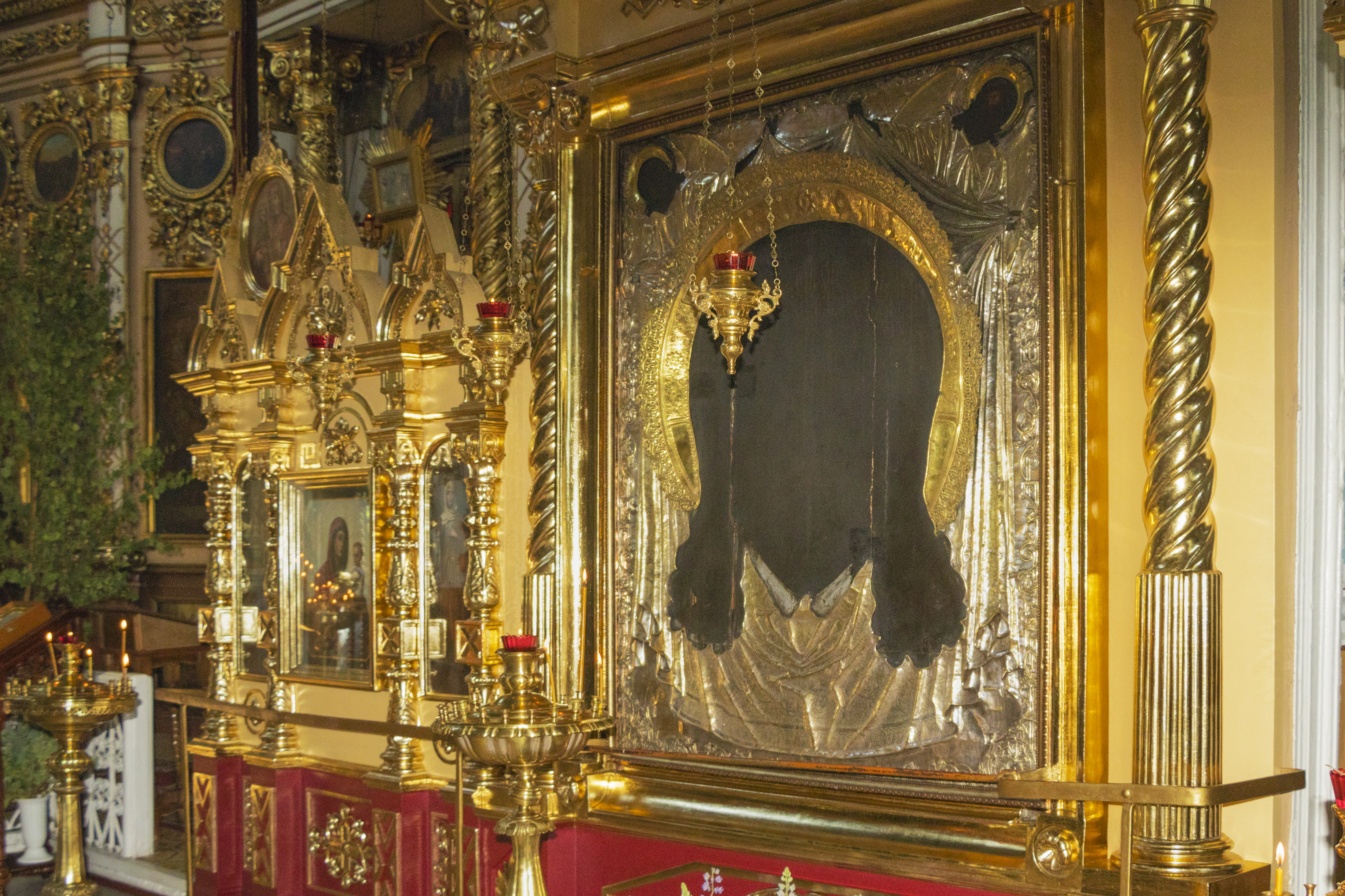
Почитаемая икона Спаса Нерукотворного в соборе

Успенский приход — самый древний в Яранске. Он был основан параллельно с закладкой Яранского кремля на берегу реки Ярани в 1591 году. Первая деревянная Успенская церковь служила гарнизонным храмом. Впервые упоминается в 1601 году.
Существующее каменное здание построено в 1790—1798 годах по проекту архитектора Ф. М. Рослякова. Единственный храм в городе, который никогда не закрывался.

## Архитектура

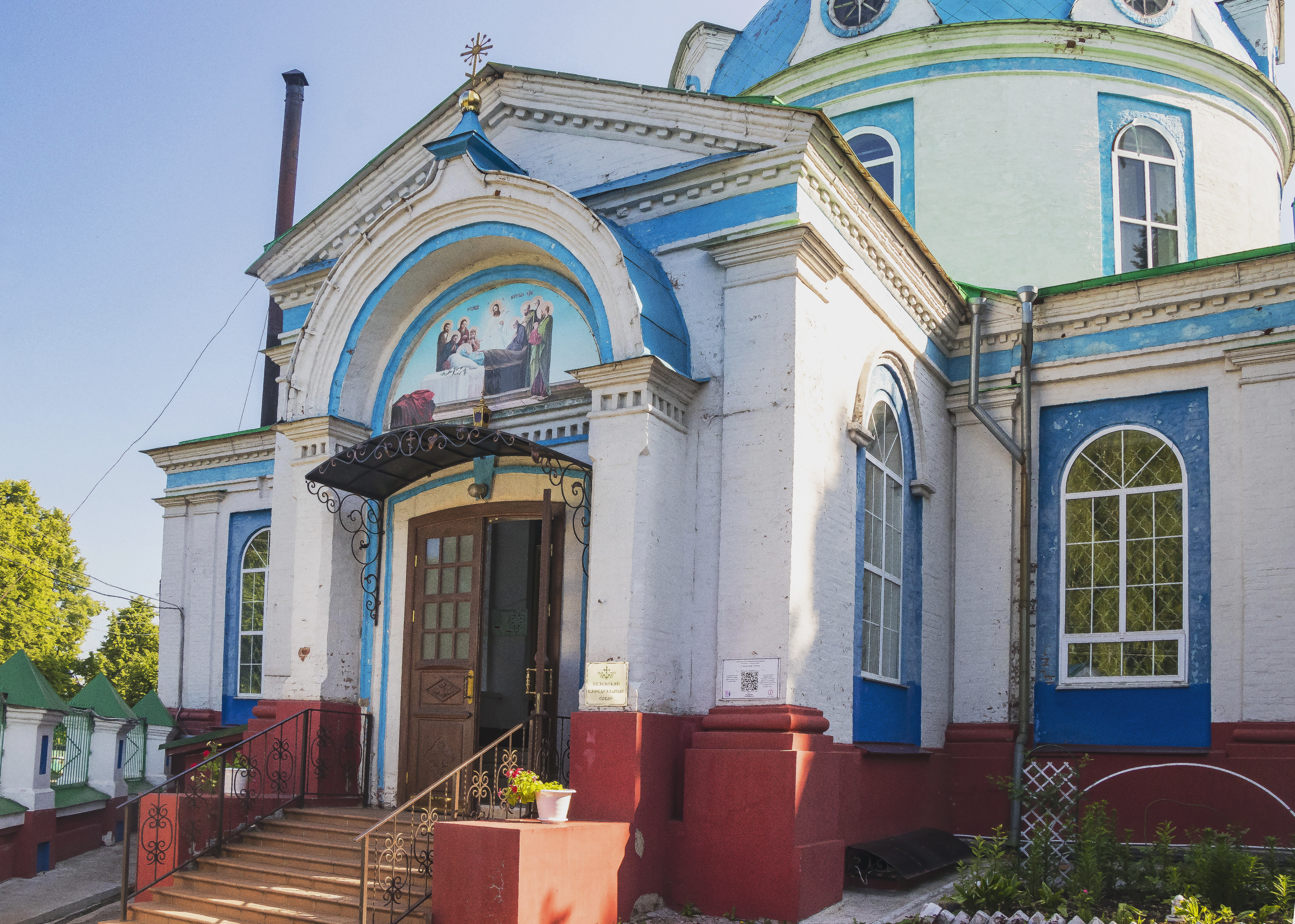
Входная группа собора

Кирпичное четырёхстолпное здание в стиле классицизма в форме одноэтажного четверика с большим световым барабаном и сферическим куполом с люкарнами над центральной частью. Центральный вход оформлен фронтоном, выдвинутым вперёд. Храм имеет приделы во имя Спаса Нерукотворного Образа и Усекновения главы Иоанна Предтечи. Колокольня до сегодняшнего дня не сохранилась. Высота собора — 29,7 м.